# Flottation des microbilles de verre pour marquage routier
La flottation des microbilles de verre pour marquages routiers, microbilles de verre à la base de la visibilité nocturne, est le caractère de ces microbilles qui assure leur maintien en surface et qu'elle ne s'enfonceront pas dans le produit de marquage au cours de l'opération, et procureront une visibilité constante et homogène du marquage.
Les exigences de flottation sont identiques que les microbilles soient destinées à être incorporées ou saupoudrées dans ou sur un marquage liquide ou plastique ; elles sont vérifiées pour un lot de microbilles dans le cadre d’un essai normé au niveau européen.

## Caractère de flottation
La densité des microbilles de verre est supérieure au produit dans lequel elles sont incorporées. S’enfonçant spontanément dans le produit sous l’effet de la gravité, tout en étant retenues par des forces au niveau moléculaire, certaines doivent subir un traitement de surface pour que l'effet de gravitation soit parfaitement compensé.

## Descriptif[1]
L’essai consiste à répandre un échantillon de microbilles calibrées sur un réactif chimique (xylène ou heptane), dans une  boîte de Petri, puis à évaluer le taux de microbilles flottantes après un certain délai.
Les microbilles sont jugées flottantes si 95 % flottent sur le xylène et 75 % sur l’heptane.